# Jerzy Sypek
Jerzy Sypek (ur. 31 stycznia 1934 w Nowym Targu, zm. 31 stycznia 2024) – polski polityk, działacz Polskiej Zjednoczonej Partii Robotniczej, w latach 1985−1989 I sekretarz Komitetu Wojewódzkiego PZPR województwa częstochowskiego.

## Życiorys
Urodzony 31 stycznia 1934 roku w Nowym Targu, syn Piotra i Klary. W 1950 roku ukończył jednoroczną wieczorową szkołę polityczną Związku Młodzieży Polskiej. Od 19 lutego 1952 członek Polskiej Zjednoczonej Partii Robotniczej. W latach 1961–1933 i 1976–1979 był członkiem KM PZPR w Częstochowie. Był kolejno sekretarzem ds. ekonomicznych (8.12.1980 − 30.06.1984) i członkiem Egzekutywy (8.12.1980 − 11.12.1989) KW PZPR w Częstochowie. W 1982 roku ukończył dwutygodniowy kurs w Wyższej Partyjnej Szkole w Moskwie przy KC KPZR. Od 1 lipca 1984 roku sekretarz, a od 5 grudnia 1985 roku I sekretarz KW w Częstochowie. Funkcję pełnił do 11 grudnia 1989 roku. 3 lipca 1986 roku wszedł jako członek w skład Centralnej Komisji Kontrolno-Rewizyjnej przy KC PZPR. W 1987 roku ukończył dziewięciotygodniowy kurs w Akademii Nauk Społecznych przy Komitecie Centralnym KPZR w Moskwie. W latach 1986-1989 był członkiem Komisji ds. Wewnątrzpartyjnych oraz Działalności Partii w Organach Przedstawicielskich i Administracji Państwowej Komitetu Centralnego.
Zmarł 31 stycznia 2024 roku i został pochowany w Częstochowie.